# Antinomie
Een antinomie is een tegenspraak die geen paradox is, maar die (in de filosofie van Kant) ontstaat door het feit dat de zuivere rede, als deze zijn meest fundamentele principes toepast op de fenomenen van de door ons ervaren wereld, onvermijdelijk op tegenspraken stuit.
Kant geeft vier voorbeelden van zulke antinomieën in zijn voornaamste werk, Kritik der reinen Vernunft (A420, B448). Daar noemt hij zijn antinomieën die elk uit een these en een antithese bestaan. Hij bewijst zowel de these als de antithese (en maakt vervolgens nog een aantal observaties bij iedere antinomie maar het zou te ver voeren om hier verder op in te gaan).
De vier door Kant genoemde antinomieën zijn:

## 1eantinomie
These: de wereld (universum) heeft in de tijd en in de ruimte een begin en een eind.
Antithese: de wereld is wat tijd en ruimte betreft onbegrensd.

## 2eantinomie
These: alles in de wereld (universum) bestaat uit enkelvoudige substanties.
Antithese: er bestaat niets enkelvoudigs, alles is samengesteld.

## 3eantinomie
These: er bestaan in deze wereld (universum) oorzaken die uit (keuze)vrijheid voortspruiten
Antithese: vrijheid bestaat niet, alles bestaat uit natuur(wetten)

## 4eantinomie
These: ergens in de reeks oorzaken van de wereld (universum) moet er een noodzakelijk wezen zijn
Antithese: er is niets noodzakelijks in deze reeks, alles is toeval
De antinomieën kunnen ontstaan in de filosofie van Kant doordat de mens de dingen van deze wereld (zoals hij die met de zintuigen en het verstand waarneemt) voor de "Dinge an sich" houdt (zie ook zijn Prolegomena, deel3, sect. 51 t/m 54, zie de links beneden). Om redeneerfouten te vermijden die kunnen voortspruiten uit het niet (h)erkennen van de antinomieën, moet men (volgens Kant) overstappen op een idealistische filosofie met een transcendentaal karakter.